# Лейк-Аннетт
Лейк-Аннетт (англ. Lake Annette) — місто (англ. city) в США, в окрузі Кесс штату Міссурі. Населення — 107 осіб (2020).

## Географія
Лейк-Аннетт розташований за координатами 38°39′13″ пн. ш. 94°30′21″ зх. д. / 38.65361° пн. ш. 94.50583° зх. д. (38.653716, -94.505837).  За даними Бюро перепису населення США в 2010 році місто мало площу 0,57 км², з яких 0,40 км² — суходіл та 0,17 км² — водойми.

## Демографія

### Перепис 2010
Згідно з переписом 2010 року, у місті мешкало 100 осіб у 49 домогосподарствах у складі 25 родин. Густота населення становила 175 осіб/км².  Було 81 помешкання (142/км²).
Расовий склад населення:
| - 92,0 % — білих - 1,0 % — корінних американців |

До двох чи більше рас належало 7,0 %. Частка іспаномовних становила 2,0 % від усіх жителів.
За віковим діапазоном населення розподілялося таким чином: 13,0 % — особи молодші 18 років, 68,0 % — особи у віці 18—64 років, 19,0 % — особи у віці 65 років та старші. Медіана віку мешканця становила 46,0 року. На 100 осіб жіночої статі у місті припадало 96,1 чоловіків;  на 100 жінок у віці від 18 років та старших — 112,2 чоловіків також старших 18 років.
Середній дохід на одне домашнє господарство  становив 40 056 доларів США (медіана — 40 208), а середній дохід на одну сім'ю — 45 224 долари (медіана — 43 750). За межею бідності перебувало 14,7 % осіб, у тому числі 0,0 % дітей у віці до 18 років та 0,0 % осіб у віці 65 років та старших.
Цивільне працевлаштоване населення становило 62 особи. Основні галузі зайнятості: транспорт — 30,6 %, науковці, спеціалісти, менеджери — 22,6 %, освіта, охорона здоров'я та соціальна допомога — 12,9 %, роздрібна торгівля — 11,3 %.

### Перепис 2000
За даними перепису 2000 року
на території муніципалітету мешкало 163 людей, було 83 садиб та 41 сімей.
Густота населення становила 393,3 осіб/км². З 83 садиб у 18,1 % проживали діти до 18 років, подружніх пар, що мешкали разом, було 38,6 %,
садиб, у яких господиня не мала чоловіка — 6 %, садиб без сім'ї — 49,4 %.
Власники 9,6 % садиб мали вік, що перевищував 65 років, а в 41 % садиб принаймні одна людина була старшою за 65 років. Кількість людей у середньому на садибу становила 1,96, а в середньому на родину 2,64.
Середній річний дохід на садибу становив 22 292 доларів США, а на родину — 35 417 доларів США. Чоловіки мали дохід 32 500 доларів, жінки — 17 292 доларів. Дохід на душу населення був 18 623 доларів. Приблизно 19,4 % родин та 23,4 % населення жили за межею бідності.